# Limbeck von Lilienau

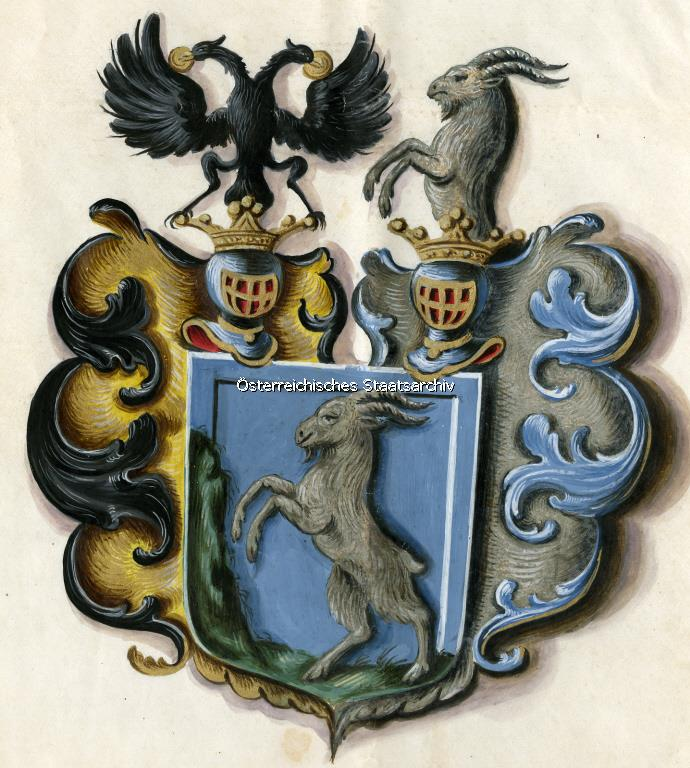
Wappen der Limbeck Edle von Lilienau (1793)

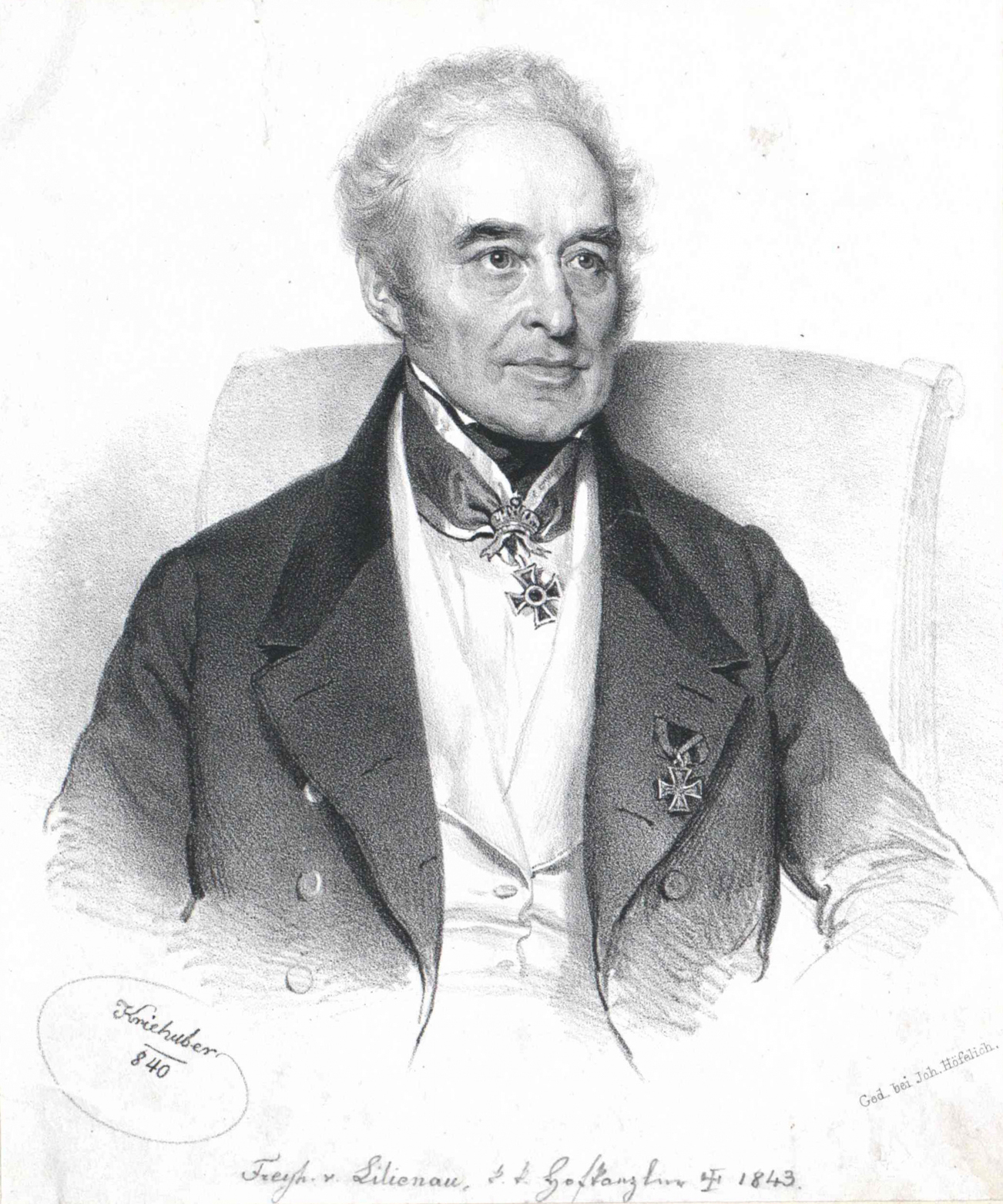
Johann Limbeck von Lilienau (1767–1842)

Limbeck von Lilienau ist der Name eines weitverzweigten österreichischen Adelsgeschlechts, das in den erblichen Ritter- und Freiherrenstand erhoben wurde. Die Familie besteht gegenwärtig in Österreich fort.

## Geschichte
Die Stammreihe beginnt mit dem urkundlich von 1585 bis 1617 in der freien Reichsstadt Eger nachgewiesenen Bürger Andreas Limbeck. Seine Nachkommen, den kaiserlichen Rat und Bürgermeister von Eger Johann Matthäus Maximilian Limbeck (1723–1806) und seinen Bruder, den Direktor der böhmischen Landtafel Johann Ferdinand Thaddäus Limbeck (1734–1803) verlieh Kurfürst Karl Theodor als Reichsvikar am 1. Oktober 1790 in München den erblichen Reichsritterstand. Darauf erteilte Kaiser Franz I. den Nobilitierten am 17. Dezember 1793 in Wien erneut den Reichsritterstand sowie das Prädikat „von Lilienau“ und das Recht, sich nach ihren Gütern nennen zu dürfen. Der k. k. Wirkliche Geheime Rat und Vizekanzler der Hofkanzlei Johann Limbeck von Lilienau (1767–1842) erlangte am 12. September 1831 von Kaiser Franz II. den österreichischen Adelsstand, das Prädikat „von Limbeck“ und ein Wappen. Des Weiteren verlieh ihm Kaiser Ferdinand I. am 14. Januar 1837 in Wien den österreichischen Ritterstand und das böhmische Inkolat. Schließlich erlangte Johann Limbeck von Lilienau als Kommandeur des Österreichisch-kaiserlichen Leopold-Ordens am 12. Oktober 1837 in Wien auch den erblichen österreichischen Freiherrenstand. 
Von dem k. k. Vizepräsidenten des böhmischen Appellationsgericht in Prag, Johann Nepomuk Limbeck von Lilienau (1779–1875), stammt die in den Ritterstand verbliebene Linie ab. Der k. k. Major und Ritter des Ordens der Eisernen Krone III. Klasse Gustav Limbeck wurde von Kaiser Franz Joseph I. am 22. März 1881 in Wien in den österreichischen Ritterstand erhoben und ihm wurde aus diesem Anlass ein Wappen verliehen. Nach dem österreichischen Adelsaufhebungsgesetz verlor die Familie ihre Adelsprivilegien und nannte sich fortan in Österreich Limbeck-Lilienau.

## Standeserhebungen
- 1. Oktober 1790 in München: Reichsritterstand
- 17. Dezember 1793 in Wien: Reichsritterstand mit Prädikat „von Lilienau“
- 12. September 1831 in Wien: österreichischer Ritterstand und böhmisches Inkolat
- 12. Oktober 1837 in Wien: österreichischer Freiherrenstand

## Besitzungen

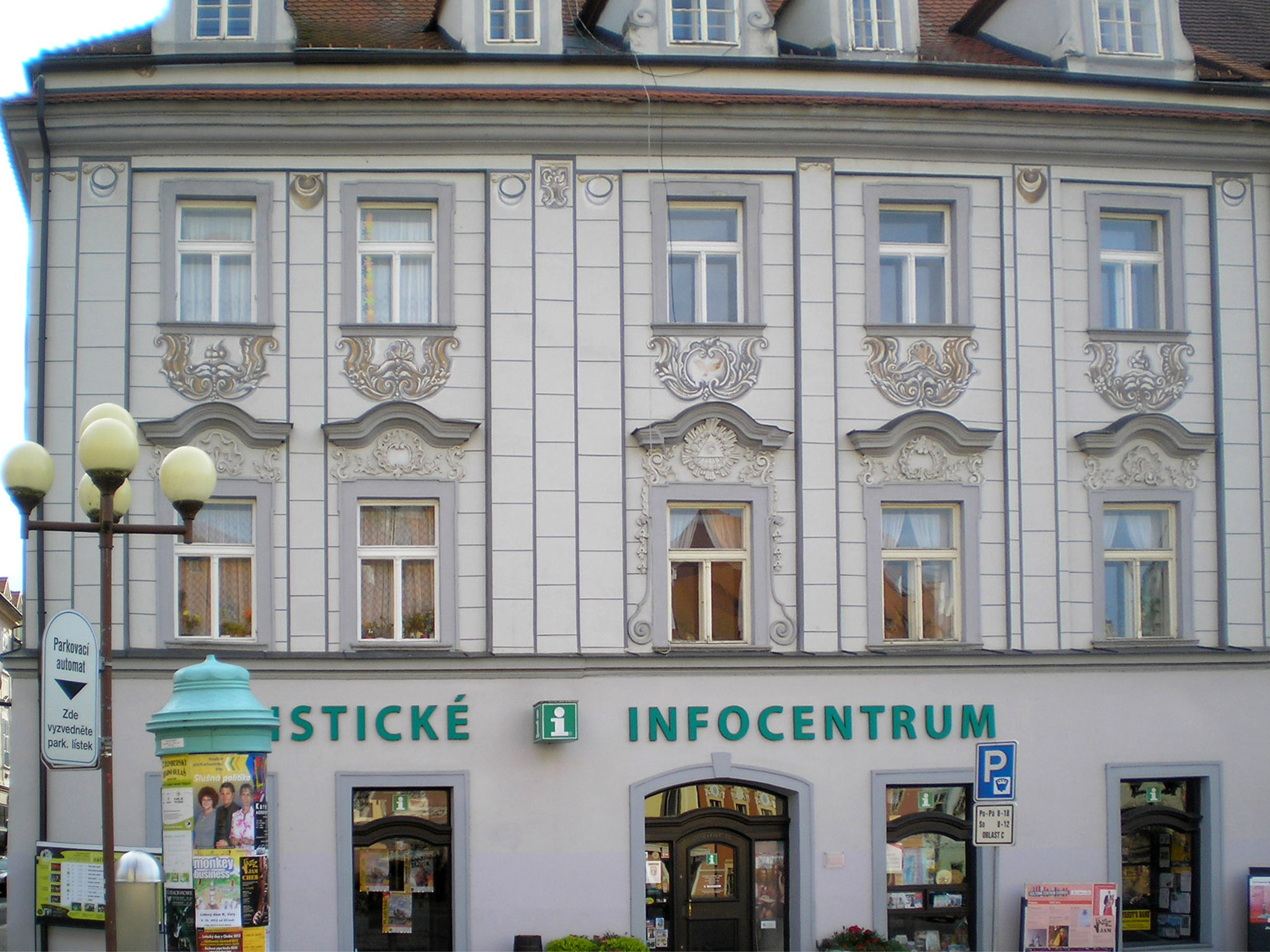
Limbeckhaus in Eger

In Eger bewohnte die Familie seit 1747 das sogenannte Limbeckhaus und besaß zudem im Egerland die Güter Unterpilmersreuth und Ottengrün. 2017 verkaufte der Erbe der Schaup-Dynastie Christian Limbeck-Lilienau das Schloss Frein in Oberösterreich.

## Wappen
|  | Wappen der Freiherren Limbeck von Lilienau (1837) |
|  | Blasonierung: „Quadriert und mit einem quer geteilten Mittelschild (richtig: Herzschild), in welchem oben in Gold ein golden bewehrter, gekrönter schwarzer Adler erscheint; unten in Blau erhebt sich auf grünem Boden, an den rechten Schildesrand angeschlossen, ein steiler grüner Fels, an dem eine silberne Gemse emporspringt. 1 und 4 in Rot ein einwärts gekehrter, doppeltgeschwänzter, gekrönter goldener Löwe; 2 und 3 in Silber ein aus grauen Quadern erbauter, dreizinniger freier Turm mit offenem schwarzen Tor und zwei darüber neben einander befindlichen ebensolchen Fenstern. Freiherrenkrone und drei gekrönte Helme. Aus dem ersten mit blausilbernen Decken wächst eine einwärts gekehrte silberne Gemse hervor; der zweite mit schwarz-goldenen Decken trägt einen golden bewehrten, gekrönten schwarzen Adler; und auf dem dritten Helm mit rot-silbernen Decken steht der Turm des Schildes.“ |
|  | |

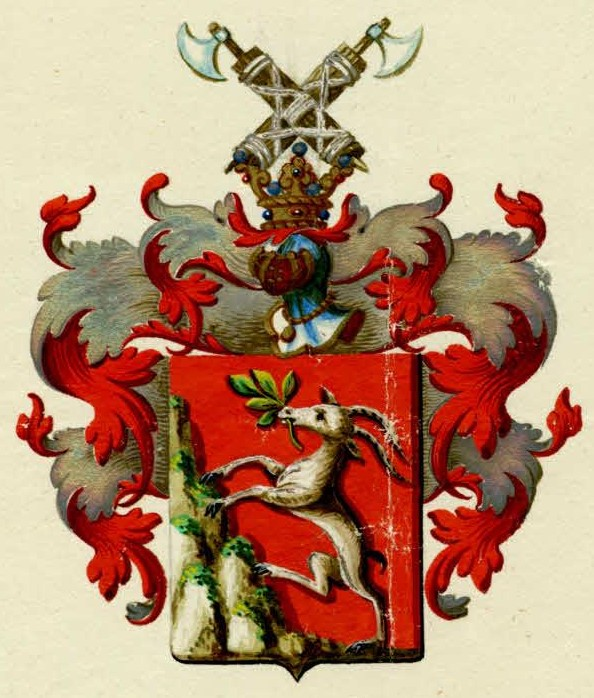
Wappen derer von Limbeck, ritterliche Linie (1831/2)
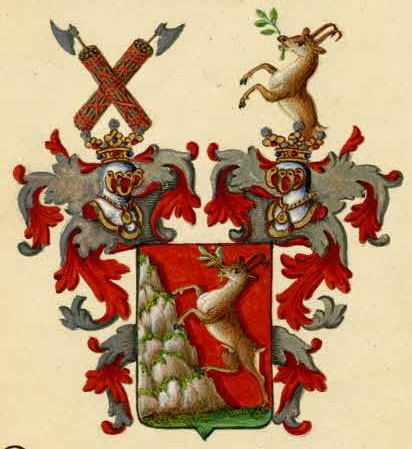
Wappen derer von Limbeck, ritterliche Linie (1838)
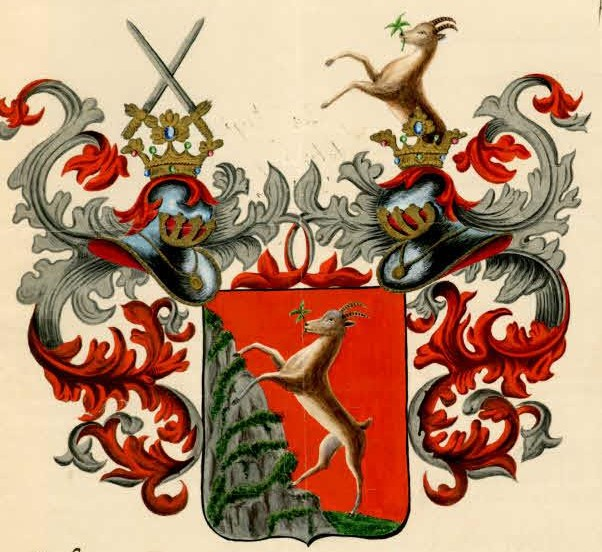
Wappen derer von Limbeck, ritterliche Linie (1881)

## Genealogie (Auswahl)
1. Johann Matthäus Maximilian Limbeck Ritter von Lilienau (* 26. September 1723 in Eger; † 10. Dezember 1806), kaiserlicher Rat, Bürgermeister von Eger, ⚭ 16. November 1760 in Eger Anna Clara Dressel von Neuenberg
  1. Johann Baptist Johann Nepomuk Limbeck Freiherr von Lilienau (* 13. November 1767 in Eger; † 12. August 1842 in Wien), k. k. Wirklicher Geheimer Rat, Vizekanzler der Hofkanzlei in Wien, ⚭ 1799 Franziska Tochtermann von Treumuth
    1. Maximilian Limbeck Freiherr von Lilienau (* 3. Februar 1800 in Prag; † 21. Februar 1862 in Wien), k. k. Sektionsrat und Kanzlist im k. k. Finanzministerium, ⚭ 16. Juli 1834 in Wien Maria Faukal 
      1. Rudolf Limbeck Freiherr von Lilienau (* 6. Februar 1837 in Wien), k. k. Regierungsrat, ⚭ 4. Juni 1864 in Wien Marie Burger
      2. Alfred Limbeck Freiherr von Lilienau (* 19. Juli 1839 in Wien), Doktor jur., Sekretär im k. k. Handelsministerium
      3. Hedwig Maria Theresia Limbeck Freiin von Lilienau (* 17. November 1840 in Wien), ⚭ 17. September 1868 in Wien Karl Czermak, Buchhändler in Wien

    2. Joseph Andreas Alois Limbeck Freiherr von Lilienau (* 28. November 1801 in Saaz)
    3. Alois Limbeck Freiherr von Lilienau (* 25. Oktober 1803 in Saaz; † 8. August 1876 in Rodaun), k. k. niederösterreichischer Statthalterei-Sekretär a. D., ⚭ 22. Juli 1843 in Floridsdorf Karoline Leibenfrost
    4. Klara Elisabeth Limbeck Freiin von Lilienau (* 25. Januar 1806 in Prag; † 14. März 1851 in Wien), ⚭ 10. Januar 1829 in Wien Joseph Erasmus Anton Czermak, Doktor med., Professor an der Universität Wien